# 土居まさるのやあ!やあ!やあ!
『土居まさるのやあ!やあ!やあ!』（どいまさるのやあ やあ やあ）は、1972年10月12日から1973年3月29日までNET系列局で放送されていたNETテレビ（現・テレビ朝日）製作のバラエティ番組である。放送時間は毎週木曜 20:00 - 20:55 （日本標準時）。

## 概要
毎回トップクラスの俳優や歌手をゲストに迎え、司会の土居まさるが彼らにインタビューをして素顔を探っていたスタジオ公開番組。ゲストにさまざまな質問をする「12の質問」のコーナー、夫婦のゲストを対象にした「愛情テスト」のコーナーなどがあった。初回のゲストは沖雅也、坂本九・柏木由紀子夫妻、栗田ひろみ、檀ふみ、奥村チヨ。

## 参考資料
- 読売新聞縮刷版[どれ?][要ページ番号]

| NET系列 木曜20:00枠                                   | NET系列 木曜20:00枠                                            | NET系列 木曜20:00枠                              |
| 前番組                                                | 番組名                                                         | 次番組                                           |
| ----------------------------------------------------- | -------------------------------------------------------------- | ------------------------------------------------ |
| ファミリースペシャル （1972年4月6日 - 1972年9月21日） | 土居まさるのやあ!やあ!やあ! （1972年10月12日 - 1973年3月29日） | 素浪人 天下太平 （1973年4月5日 - 1973年9月27日） |